# Orang Ulu
Les Orang Ulu (en malais gens de l'amont de la rivière) est le nom donné à un groupe d'ethnies de l'île de Bornéo vivant  dans l'État de Sarawak (Malaisie). Cette appellation regroupe les populations indigènes vivant sur le cours supérieur des fleuves de l’État ou sur les hauts plateaux des massifs montagneux situés au centre de Bornéo.

## Caractéristiques
Les différentes ethnies regroupées sous l'appellation Orang Ulu  parlent des langues apparentées et ont des modes de vie et des cultures proches : habitat dans des maisons longues, artisanat, musique, droit coutumier (adat), danses (Kanjet). Ils  représentent une population évaluée en 2014 à 167 400 personnes soit 6,7% de la population du Sarawak. Certaines de ces ethnies comme les Kenyah sont également implantées au Kalimantan (Indonésie) voisin.

## Composition
Les Orang Ulu se répartissent en 27 ethnies d'importances très variables. :
- Les Kayans (13 400 en 1980) vivent le long des cours moyens de la Baram et Bintuly ainsi que le long du Rajang
- Les Kenyah (25 000 en 2000) étroitement apparentés vivent également le long des cours supérieurs des fleuves dans l'est du Sarawak.
- Les Kelabits (1 100 en 2000) habitants de Bario  et les Lun Bawang (16 000 en 2010) ou Muruts du sud vivent dans les vallées et plateaux en altitude au centre de Bornéo
- Les Penans, Punans, Sihans, Beketans, Bukets  sont d'anciennes populations nomades parcourant la forêt tropicale aujourd'hui pratiquement sédentarisées.

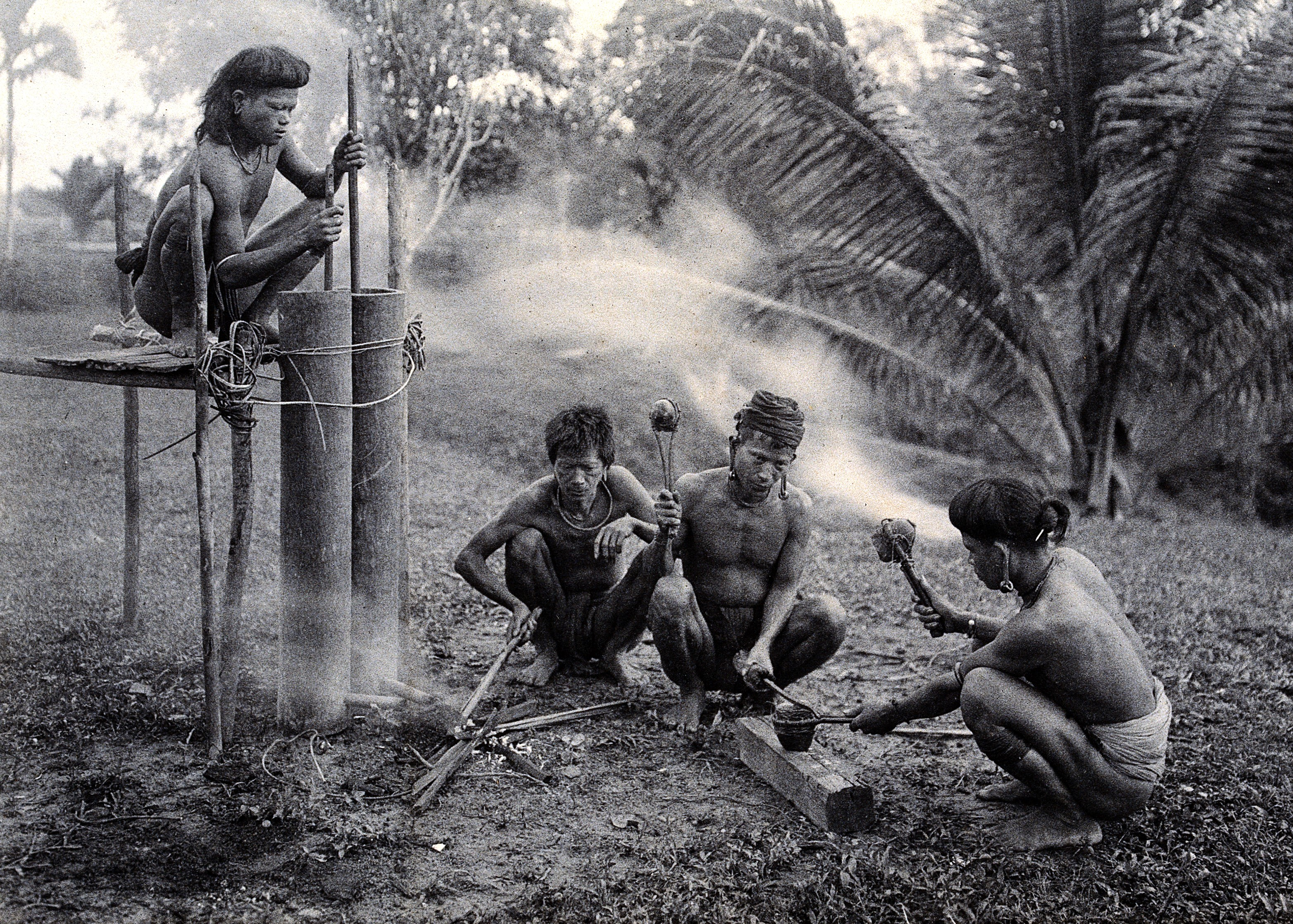
Forge primitive chez les kelabits
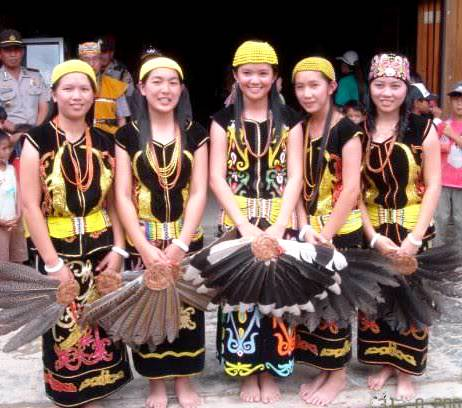
Jeunes filles Lun Bawang en costume traditionnel
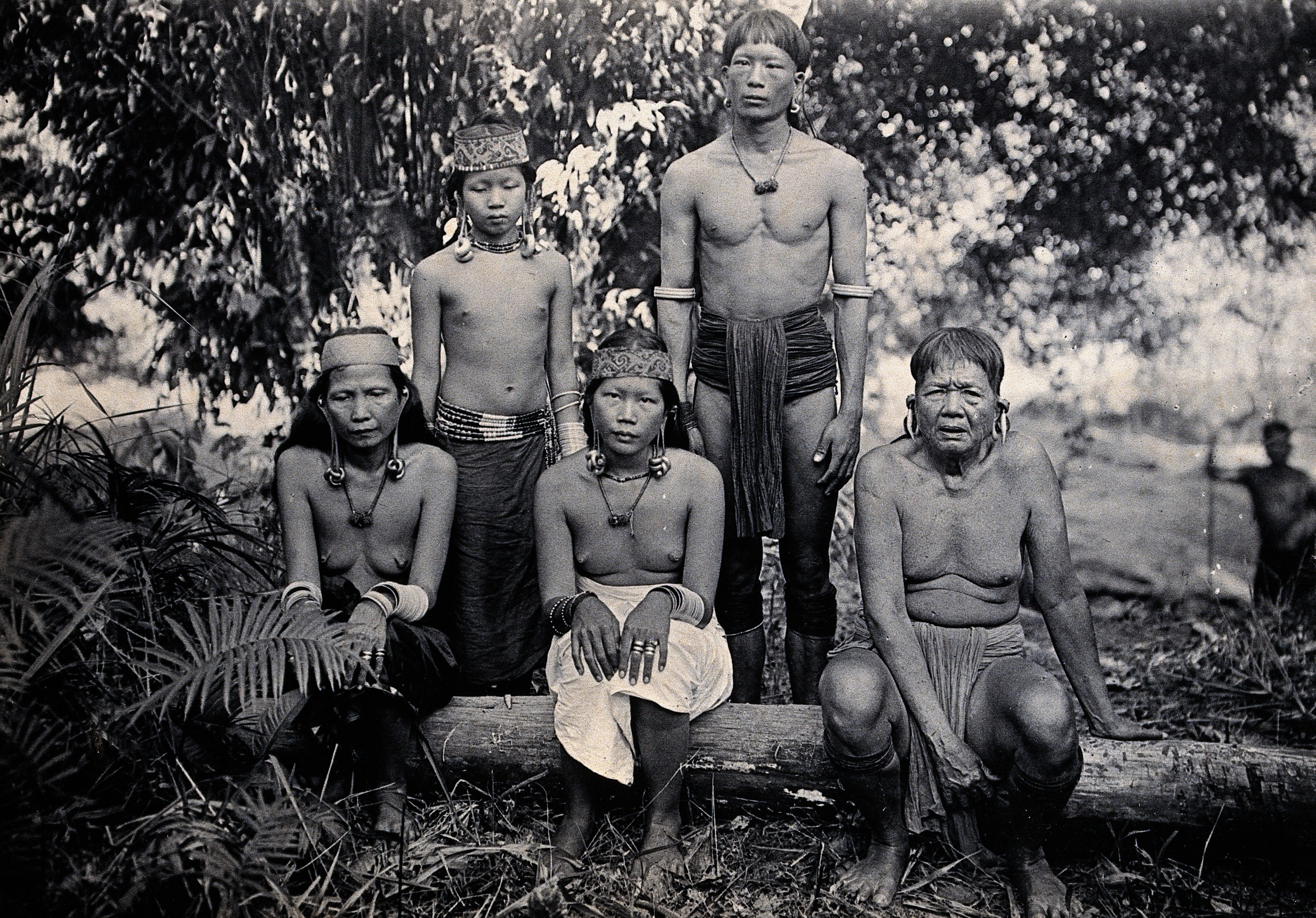
Membres de la tribu Kayan